# Viggiano
Viggiano es una localidad italiana de la provincia de Potenza, región de Basilicata, con 3178 habitantes.

## Galería

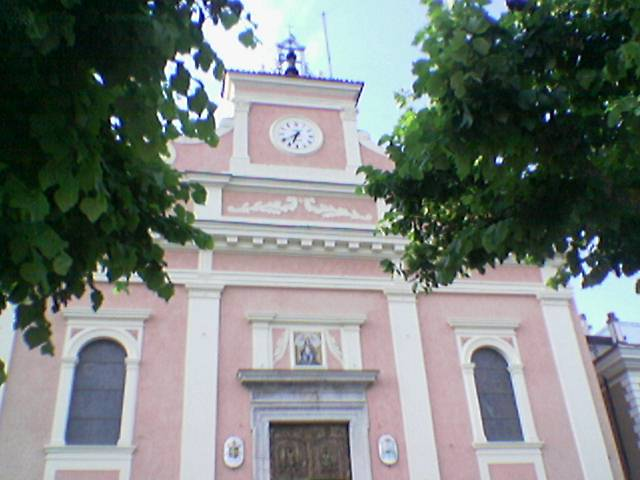

## Evolución demográfica
| Gráfica de evolución demográfica de Viggiano entre 1861 y 2001 |
|                                                                |
| Fuente ISTAT - Elaboración gráfica por parte de Wikipedia      |